# Tirà menut cuacurt
El tirà menut cuacurt (Myiornis ecaudatus) és un ocell de la família dels tirànids (Tyrannidae).

## Hàbitat i distribució
Habita boscos i clars, localment a les terres baixes de l'est de Colòmbia, oest i sud de Veneçuela, Trinitat, Guaiana, Amazònia, nord-est del Brasil, est del Perú i nord i est de Bolívia.